# Nagy-Britannia méhnemzetségeinek listája

## Colletidaecsalád –ősméhek

### Colletesnemzetség
- Colletes cunicularius
- Colletes daviesanus
- Colletes floralis
- Colletes fodiens
- Colletes halophilus
- Colletes hederae
- Colletes marginatus
- Colletes similis
- Colletes succinctus

### Hylaeusnemzetség
- Hylaeus annularis
- Hylaeus brevicornis
- Hylaeus communis
- Hylaeus confusus
- Hylaeus cornutus
- Hylaeus gibbus
- Hylaeus hyalinatus
- Hylaeus pectoralis
- Hylaeus pictipes
- Hylaeus punctulatissimus
- Hylaeus signatus
- Hylaeus spilotus

## Andrenidaecsalád –bányászméhek

### Andrenanemzetség
- Andrena agilissima
- Andrena alfkenella
- Andrena angustior
- Andrena apicata
- Andrena argentata
- Andrena barbilabris
- Andrena bicolor
- Andrena bimaculata
- Andrena bucephala
- Andrena chrysosceles
- Andrena cineraria
- Andrena clarkella
- Andrena coitana
- Andrena congruens
- Andrena denticulata
- Andrena dorsata
- Andrena falsifica
- Andrena ferox
- Andrena flavipes
- Andrena florea
- Andrena floricola
- Andrena fucata
- Andrena fulva
- Andrena fulvago
- Andrena fuscipes
- Andrena gravida
- Andrena haemorrhoa
- Andrena hattorfiana
- Andrena helvola
- Andrena humilis
- Andrena labialis
- Andrena labiata
- Andrena lapponica
- Andrena lathyri
- Andrena lepida
- Andrena marginata
- Andrena minutula
- Andrena minutuloides
- Andrena nana
- Andrena nanula
- Andrena nigriceps
- Andrena nigroaenea
- Andrena nigrospina
- Andrena nitida
- Andrena nitidiuscula
- Andrena niveata
- Andrena ovatula
- Andrena pilipes s.s.
- Andrena pilipess.l
- Andrena polita
- Andrena praecox
- Andrena proxima
- Andrena rosae
- Andrena ruficrus
- Andrena scotica
- Andrena semilaevis
- Andrena similis
- Andrena simillima
- Andrena stragulata
- Andrena subopaca
- Andrena synadelpha
- Andrena tarsata
- Andrena thoracica
- Andrena tibialis
- Andrena tridentata
- Andrena trimmerana
- Andrena vaga
- Andrena varians
- Andrena wilkella

### Panurgusnemzetség
- Panurgus banksianus
- Panurgus calcaratus

## Halictidaecsalád

### Halictusnemzetség
- Halictus confusus
- Halictus eurygnathus
- Halictus maculatus
- Halictus quadricinctus
- Halictus rubicundus
- Halictus scabiosae
- Halictus subauratus
- Halictus tumulorum

### Lasioglossumnemzetség
- Lasioglossum albipes
- Lasioglossum angusticeps
- Lasioglossum brevicorne
- Lasioglossum calceatum
- Lasioglossum cupromicans
- Lasioglossum fratellum
- Lasioglossum fulvicorne
- Lasioglossum laeve
- Lasioglossum laevigatum
- Lasioglossum laticeps
- Lasioglossum lativentre
- Lasioglossum leucopus
- Lasioglossum leucozonium
- Lasioglossum limbellum
- Lasioglossum malachurum
- Lasioglossum minutissimum
- Lasioglossum morio
- Lasioglossum nitidiusculum
- Lasioglossum parvulum
- Lasioglossum pauperatum
- Lasioglossum pauxillum
- Lasioglossum prasinum
- Lasioglossum punctatissimum
- Lasioglossum puncticolle
- Lasioglossum quadrinotatum
- Lasioglossum rufitarse
- Lasioglossum semilucens
- Lasioglossum sexnotatum
- Lasioglossum smeathmanellum
- Lasioglossum villosulum
- Lasioglossum xanthopus
- Lasioglossum zonulum

### Sphecodesnemzetség
- Sphecodes crassus
- Sphecodes ephippius
- Sphecodes ferruginatus
- Sphecodes geoffrellus
- Sphecodes gibbus
- Sphecodes hyalinatus
- Sphecodes longulus
- Sphecodes marginatus
- Sphecodes miniatus
- Sphecodes monilicornis
- Sphecodes niger
- Sphecodes pellucidus
- Sphecodes puncticeps
- Sphecodes reticulatus
- Sphecodes rubicundus
- Sphecodes scabricollis
- Sphecodes spinulosus

### Dufoureanemzetség
- Dufourea halictula
- Dufourea minuta

### Rophitesnemzetség
- Rophites quinquespinosus

## Melittidaecsalád

### Dasypodanemzetség
- Dasypoda hirtipes

### Melittanemzetség
- Melitta dimidiata
- Melitta haemorrhoidalis
- Melitta leporina
- Melitta tricincta

### Macropisnemzetség
- Macropis europaea

## Megachilidaecsalád –művészméhek

### Anthidiumnemzetség
- Anthidium manicatum

### Stelisnemzetség
- Stelis breviuscula
- Stelis ornatula
- Stelis phaeoptera
- Stelis punctulatissima

### Heriadesnemzetség
- Heriades truncorum

### Chelostomanemzetség
- Chelostoma campanularum
- Chelostoma florisomne

### Osmianemzetség
- Osmia aurulenta
- Osmia bicolor
- Osmia caerulescens
- Osmia inermis
- Osmia leaiana
- Osmia niveata
- Osmia parietina
- Osmia pilicornis
- Osmia bicornis
- Osmia uncinata
- Osmia xanthomelana

### Hoplitisnemzetség
- Hoplitis claviventris
- Hoplitis leucomelana
- Hoplitis spinulosa

### Megachilenemzetség
- Megachile centuncularis – rózsaméh
- Megachile circumcincta
- Megachile dorsalis
- Megachile lapponica
- Megachile ligniseca
- Megachile maritima
- Megachile versicolor
- Megachile willughbiella

### Coelioxysnemzetség
- Coelioxys afra
- Coelioxys brevis
- Coelioxys conoidea
- Coelioxys elongata
- Coelioxys inermis
- Coelioxys mandibularis
- Coelioxys quadridentata
- Coelioxys rufescens

## Apidaecsalád

### Nomadanemzetség
- Nomada argentata
- Nomada armata
- Nomada baccata
- Nomada castellana
- Nomada conjungens
- Nomada errans
- Nomada fabriciana
- Nomada ferruginata
- Nomada flava
- Nomada flavoguttata
- Nomada flavopicta
- Nomada fucata
- Nomada fulvicornis
- Nomada fuscicornis
- Nomada goodeniana
- Nomada guttulata
- Nomada hirtipes
- Nomada integra
- Nomada lathburiana
- Nomada leucophthalma
- Nomada marshamella
- Nomada obtusifrons
- Nomada panzeri
- Nomada roberjeotiana
- Nomada ruficornis
- Nomada rufipes
- Nomada sexfasciata
- Nomada sheppardana
- Nomada signata
- Nomada similis
- Nomada striata
- Nomada succincta

### Epeolusnemzetség
- Epeolus cruciger
- Epeolus variegatus

### Euceranemzetség
- Eucera longicornis
- Eucera nigrescens

### Anthophoranemzetség
- Anthophora bimaculata
- Anthophora furcata
- Anthophora plumipes
- Anthophora quadrimaculata
- Anthophora retusa

### Melectanemzetség
- Melecta albifrons
- Melecta luctuosa
- Melecta billyidol

### Ceratinanemzetség
- Ceratina cyanea

### Xylocopanemzetség
- Xylocopa violacea – kék fadongó

### Bombusnemzetség –poszméhek

#### Bombusalnemzetség
- Bombus cryptarum
- Bombus lucorum
- Bombus terrestris – földi poszméh
- Bombus magnus

#### Cullumanobombusalnemzetség
- Bombus cullumanus

#### Kallobombusalnemzetség
- Bombus soroeensis

#### Megabombusalnemzetség
- Bombus hortorum
- Bombus ruderatus

#### Melanobombusalnemzetség
- Bombus lapidarius

#### Psithyrusalnemzetség
- Bombus barbutellus
- Bombus bohemicus
- Bombus campestris
- Bombus rupestris
- Bombus sylvestris
- Bombus vestalis

#### Pyrobombusalnemzetség
- Bombus hypnorum
- Bombus jonellus
- Bombus monticola
- Bombus pratorum – réti poszméh

#### Rhodobombusalnemzetség
- Bombus pomorum

#### Subterraneobombusalnemzetség
- Bombus distinguendus
- Bombus subterraneus

#### Thoracombusalnemzetség
- Bombus humilis
- Bombus muscorum
- Bombus pascuorum – mezei poszméh
- Bombus ruderarius
- Bombus sylvarum

### Apisnemzetség
- Apis mellifera – házi méh
  - Apis mellifera mellifera – északi méh

## Fordítás
- Ez a szócikk részben vagy egészben  a   List of bees of Great Britain című angol Wikipédia-szócikk fordításán alapul.  Az eredeti cikk szerkesztőit annak laptörténete sorolja fel. Ez a jelzés csupán a megfogalmazás eredetét és a szerzői jogokat jelzi, nem szolgál a cikkben szereplő információk forrásmegjelöléseként.